# Jock Stein Friendship Cup
La Jock Stein Friendship Cup è un'esibizione calcistica annuale, nata nel 2006, con in palio un trofeo dedicato alla memoria dell'allenatore scozzese Jock Stein.
A contendersi tale trofeo, per tutte le cinque edizioni tenutesi tra il 2006 e il 2010, le squadre dell'Albion Rovers e del Celtic: il primo in quanto club in cui Stein iniziò la sua carriera, il secondo e più blasonato quello dove raccolse i suoi maggiori successi tra cui la Coppa dei Campioni 1966-67.
Tale manifestazione si tiene sempre allo stadio di Cliftonhill, stadio di proprietà dell'Albion Rovers a Coatbridge, città a 16 km di distanza da Glasgow nel Lanarkshire Settentrionale. Di solito il Celtic schiera in campo la formazione riserve.
Dopo l'ultima edizione della manifestazione,nel 2010, la competizione riprende nel 2016, ma a livello Under-19; anche in tale più recente occasione la vittoria è stata appannaggio della compagine di Glasgow, che si è aggiudicata l'incontro per 1-0.

## Albo d'oro
| Anno | Squadra di casa | Squadra ospite | Risultato |
| ---- | --------------- | -------------- | --------- |
| 2006 | Albion Rovers   | Celtic         | 2-3       |
| 2007 | Albion Rovers   | Celtic         | 2-4       |
| 2008 | Albion Rovers   | Celtic         | 1-4       |
| 2009 | Albion Rovers   | Celtic         | 4-5       |
| 2010 | Albion Rovers   | Celtic         | 4-5       |

## Albo d'oro Under-19
| Anno | Squadra di casa | Squadra ospite | Risultato |
| ---- | --------------- | -------------- | --------- |
| 2016 | Albion Rovers   | Celtic         | 0-1       |
| 2017 | Albion Rovers   | Celtic         | 0-7       |
| 2018 | Albion Rovers   | Celtic         | 0-8       |
| 2019 | Albion Rovers   | Celtic         | 0-3       |